# Ross Cory
Keith Ross Cory (* 4. Februar 1957 in Calgary, Alberta) ist ein ehemaliger kanadischer Eishockeyspieler, der unter anderem für die Winnipeg Jets aus der National Hockey League (NHL) aktiv war. In Deutschland spielte er ein Jahr lang für den ECD Iserlohn aus der Bundesliga.

## Karriere
Nach drei Jahren an der University of British Columbia, in deren Eishockeyteam, den Thunderbirds, er stets zu den punktbesten Verteidigern gehört hatte, erhielt Ross Cory zur Saison 1979/80 als Free Agent einen Vertrag bei den Winnipeg Jets aus der National Hockey League (NHL). Als Rookie begann er die Spielzeit bei den Tulsa Oilers, dem Farmteam der Jets in der Central Hockey League (CHL). Am 12. Dezember 1979 feierte er schließlich in einem Auswärtsspiel bei den Nordiques de Québec sein Debüt in der NHL und konnte sich in den folgenden Monaten in der Mannschaft behaupten. In 46 Partien erzielte er zwei Tore und steuerte neun Vorlagen bei. In den folgenden Jahren gelang es ihm jedoch nicht, sich dauerhaft in der NHL durchzusetzen. In der Saison 1980/81 kam er nur noch zu fünf Einsätzen für die Jets, in der Spielzeit 1981/82 lief er ausschließlich in der CHL auf. Im Sommer 1982 entschied er sich dann für einen Wechsel nach Europa und unterzeichnete einen Vertrag bei Bundesliga-Neuling ECD Iserlohn. Nach dem erfolgreichen Klassenerhalt beendete er im Alter von 26 Jahren seine Karriere.

## Erfolge und Auszeichnungen
- 1978 Canada West First All-Star Team[2]
- 1982 CHL Second All-Star Team
- 1983 CHL Second All-Star Team

## Karrierestatistik
(Legende zur Spielerstatistik: Sp oder GP = absolvierte Spiele; T oder G = erzielte Tore; V oder A = erzielte Assists; Pkt oder Pts = erzielte Scorerpunkte; SM oder PIM = erhaltene Strafminuten; +/− = Plus/Minus-Bilanz; PP = erzielte Überzahltore; SH = erzielte Unterzahltore; GW = erzielte Siegtore; 1 Play-downs/Relegation; Kursiv: Statistik nicht vollständig)